# The Elder Scrolls Construction Set
The Elder Scrolls Construction Set（ジ・エルダー・スクロールズ・コンストラクション・セット）は、ビデオゲーム 『The Elder Scrolls III: Morrowind』と『The Elder Scrolls IV: Oblivion』のModを開発できる編集ソフトウェア。TES Construction Set や TES CSとも省略される。Morrowind バージョンはゲームと一緒に出荷され、 Oblivion バージョンはダウンロードすることで利用可能になっている。The Elder Scrolls V: Skyrim バージョンは Creation Kit という別名のソフトウェアになっている。
The Elder Scrolls Construction Set はゲームの内容を完全に制御できるが、高度な学習曲線を持つ。ベセスダ・ソフトワークス がゲーム世界を制作するのに使用しているツールと同じものである。ベセスダ・ソフトワークスは、Oblivion 用のオフィシャルプラグインを制作するために新しいバージョンを活用していたが、2つの Morrowind と Oblivion のバージョンは後方互換性がない。Skyrim に対応している Creation Kit とも後方互換性がない。The Construction Set はファンがゲーム世界を直接編集して修正内容を Morrowind またはOblivion のプラグイン のファイルタイプを持つ .esp (Elder Scrolls plugin) ファイルとして保存することができるようになる。 Mod間の複雑な互換性と持ち、別のModと内部で依存するために、多数のModが .esm  (Elder Scrolls Master) ファイルにコンバートされている。サードパーティ製のツールではこの種のプロセスを必要としている (下記参照)。
これらのプラグイン (または 'mod') を自由にオンラインでやりとりしているファンは、新しいキャラクターの能力を作ることから都市を見下ろせる崖の脇に巨大な大邸宅を追加することや、まったく新しい plotline (物語) を作ることなど、ゲームにあるものをなんでも変更できる。ファンが作るプラグインのファイルサイズはゲームの基本的な設定を編集する小さなもので数キロバイト、膨大な量のコンテンツを追加すると数百メガ、数百ギガバイトにも及ぶ。
多くの大型のプラグインは、ゲームに真新しいアートワークを実現するテクスチャや 3Dモデル (メッシュ) のようなゲームには含まれない追加のファイルの提供もしている。これらは、使い物になるために手作業でゲームフォルダ構成の正確な場所に移動しなければならない。多くのプラグインは、手動で配置する必要がないゲームフォルダ構造を保ったまま簡単に解凍できるアーカイブでパッケージ化されている。
The Elder Scrolls Construction Set の影響には、Adventure Construction Set がある。プロジェクトを主導したトッド・ハワードは、「私達が Morrowind を始めたとき、私は 'Stuart Smith' の Apple 2 対応の Adventure Construction Set のようなツールを作ることに本当にワクワクした。私はその名前の一部を使った。」と公表している。
この TES Construction Set や Creation Kit で開発したModは、Xbox 360やPlayStation 3などのコンシューマゲーム機に対応した The Elder Scrolls III: Morrowind、The Elder Scrolls IV: Oblivion、The Elder Scrolls V: Skyrimにインストールして動かすことはできない。

## The Set Display
TESCS を読み込むと3つのメインセクションが表示される。それらは Object Window (オブジェクトウィンドウ)、Render Window (レンダーウィンドウ)、Cell View Window (セルビューウィンドウ) である。

### Object window
Object window は、アイテムから壁、環境光に至るまで、ゲームのあらゆる 3Dモデル の巨大なアーカイブである。各モデルにはゲーム内では表示されないIDが割り当てられている。Static や立体の メッシュの使用を通して、modder は部屋、家、不浸透性の建造物などをビルドできる。他のタブにはゲームに登場するすべてのNPCや "container" (コンテナ) を含む "Actors" が含まれている。これらは、状況に関連した内容物の生成する、配置できるコンテナの一覧を表示する。
他のセクションはメインウィンドウ上部のタブを使用することで開くことができる。これらにはスクリプティングのウィンドウとダイアログウィンドウが含まれている。Morrowind には独自のスクリプト言語が含まれている。このスクリプト言語はゲーム世界にあるほとんどのオブジェクトを操作できる高レベルな機能を持つ。この言語は定評があり、独特の構文で名高い。ダイアログウィンドウはゲーム世界のキャラクターの会話の応答を編集・拡張するために使われる。Morrowind のダイアログは、与えられたセリフを話す前に満たさなければならない一連の状況に基づいている。ダイアログウィンドウはサービス (ゲーム内でのアイテムの売買) 拒否の取引やjournal エントリー (ゲーム内に登場する主人公の日記) にも使われている。Morrowind のクエストはこれら2つのウィンドウが一体化して作られている。

### Render window
Render window (レンダーウィンドウ) はデフォルトで世界とすべてのものの3Dモデルを表示する。モデルアニメーションやその類似物を表示するために使用することもできる。ゲーム内の光源、pathnode (パスノード) の視界と havok physics のシミュレーションはより現実的または利用を簡単にするレンダーウィンドウに表示するためにすべて切り替えることができる。

### Cell View window
Cell View window (セルビューウィンドウ) は World Cell Selection と Local Cell Item List の2つに分かれている。World Cell Selection は Cell View Window の左側にある。これはゲームに使うすべての単一の 'cell' (セル) をアーカイブしている。これらには、interior cell (内部のセル) と exterior cell (外部のセル) の2種類のセルがある。Door (ドア) はセルにリンクしている。例は、Balmora にある家である。家の外と周囲の家、人々、アイテム、地形はすべてゲーム世界の外のパーツを作るために一緒に整形する多くのものを作り出すセルの一部である。家の外につけられているドアは、ユーザが家の内部のセル遷移するとローディングスクリーンを表示する。TESCSでは、内部のセルは真っ黒な空虚な空間に見える。

### 他のツール
多数の Morrowind の modding コミュニティが Morrowind のMod開発の機能を拡張する多くのツールを作った。これらのツールには Construction Set が提供しない追加の機能を提供するものがある。MWEdit はツールの中でも完成度が高く、膨大な量のダイアログ、スクリプト編集機能のほかに参照のクリーニングを容易にする機能、スクリプトチェックの自動化などができる。評判が良いツール、Enchanted Editor は Construction Set のユーザには隠された情報を表示することができる。言及する価値がある Wrye Mash はModユーザが多くのModの管理と不要なModの除去することを容易にするツールである。他のサードパーティ製ツールには .esp ファイルから不要なデータを除去できる TESAME (The Elder Scrolls Advanced Mod Editor) 、マスターファイルの依存を除去／追加できる TESDTK (The Elder Scrolls Dependency Tool Kit)、セルから他に外の地形データを移動できる TESFaith がある。
さらに注目すべきは、サードパーティ製のプログラムはMorrowind に追加のスクリプトの関数とグラフィック効果を使用していることである。これらは、機能拡張と異なる視覚効果を実現するためにMorrowind 同然のサードパーティ製のプログラムの実行を取り込んでいる。